# Портрет Марії Портінарі
Портрет Марії Портінарі є невеликою картиною Ганса Мемлінга, яка створена темперними та олійними фарбами на дубовій панелі, і датована приблизно 1470—1472 рр. На ній зображена Марія Маддалена Баронселлі, про яку відомо дуже мало. Їй близько 14 років, і вона зображена незадовго до свого весілля з італійським банкіром Томмазо Портінарі. Марія одягнена на піку моди кінця п’ятнадцятого століття, у довгому чорному геніні з прозорою вуаллю та вишуканим намистом, усіяним дорогоцінними каменями. Її головний убір подібний, а намисто ідентичне тому, що зображено на пізніше намальованому «Вівтарі Портінарі» Гуго ван дер Гуса (приблизно 1475 року), картині, яка, можливо, була частково заснована на портреті Мемлінга.

## Замовлення

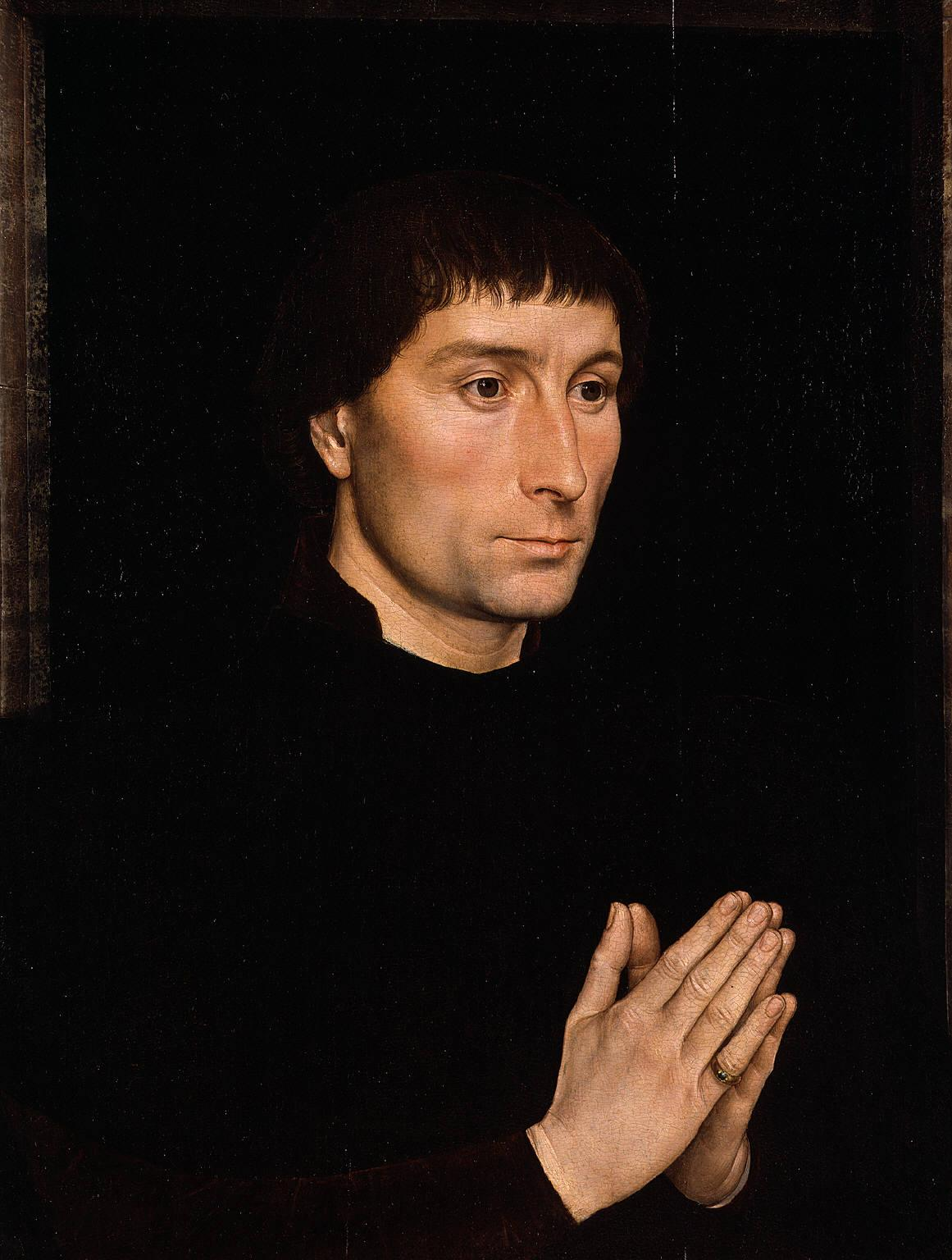
Портрет Томмазо Портінарі, приблизно 1470 року. Музей мистецтва Метрополітен, Нью-Йорк

Портрет замовив поціновувач мистецтва Томмазо як праве крило триптиха. Вона розміщена навпроти її чоловіка, а в центрі знаходиться нині втрачена «Мадонна з немовлям». Їхні невеликі розміри і близькість дозволяють припустити, що портрети замовили для приватної молитви; деякі мистецтвознавці вважають, що, враховуючи культурну проникливість і стурбованість Томмазо, а також його соціальний статус, вони були частково доступні для публіки. Можливо, що триптих створили для капели Портінарі, що знаходиться за апсидою базиліки Сант-Еусторджо в Мілані, і збудована між 1462 і 1468 роками.
Марії було близько 14 років, коли портрет замовили, це сталося або в 1470 році (рік її шлюбу), або невдовзі після цього. Томмазо представляв банк Медічі в Брюгге, але після багатонадійної ранньої кар'єри він дав ряд ризикованих і незабезпечених кредитів Карлу Сміливому, які залишилися неоплаченими і, зрештою, призвели до банкрутства філіалу. Він помер молодим, і коли в 1501 році портрет вперше згадали як частину його колекції, його вже не було серед живих. Марія записана як жива в той час; вона була виконавицею заповіту її чоловіка, але її подальша доля невідома. Інвентар 1501 року розміщує обидва портрети як крила, а в центрі знаходиться «Мадонна з немовлям»; «невеликі, цінні картини, із зображенням посередині Богородиці, а з боків намальовані Томмазо і його дружина Марія» (una tavoletta dipinta preg[i]ata cum nel mezo una immagine di Nostra Donna e delle bande si è Tommaso e mona Maria sua donna dipinti in deta tavoletta).

## Опис

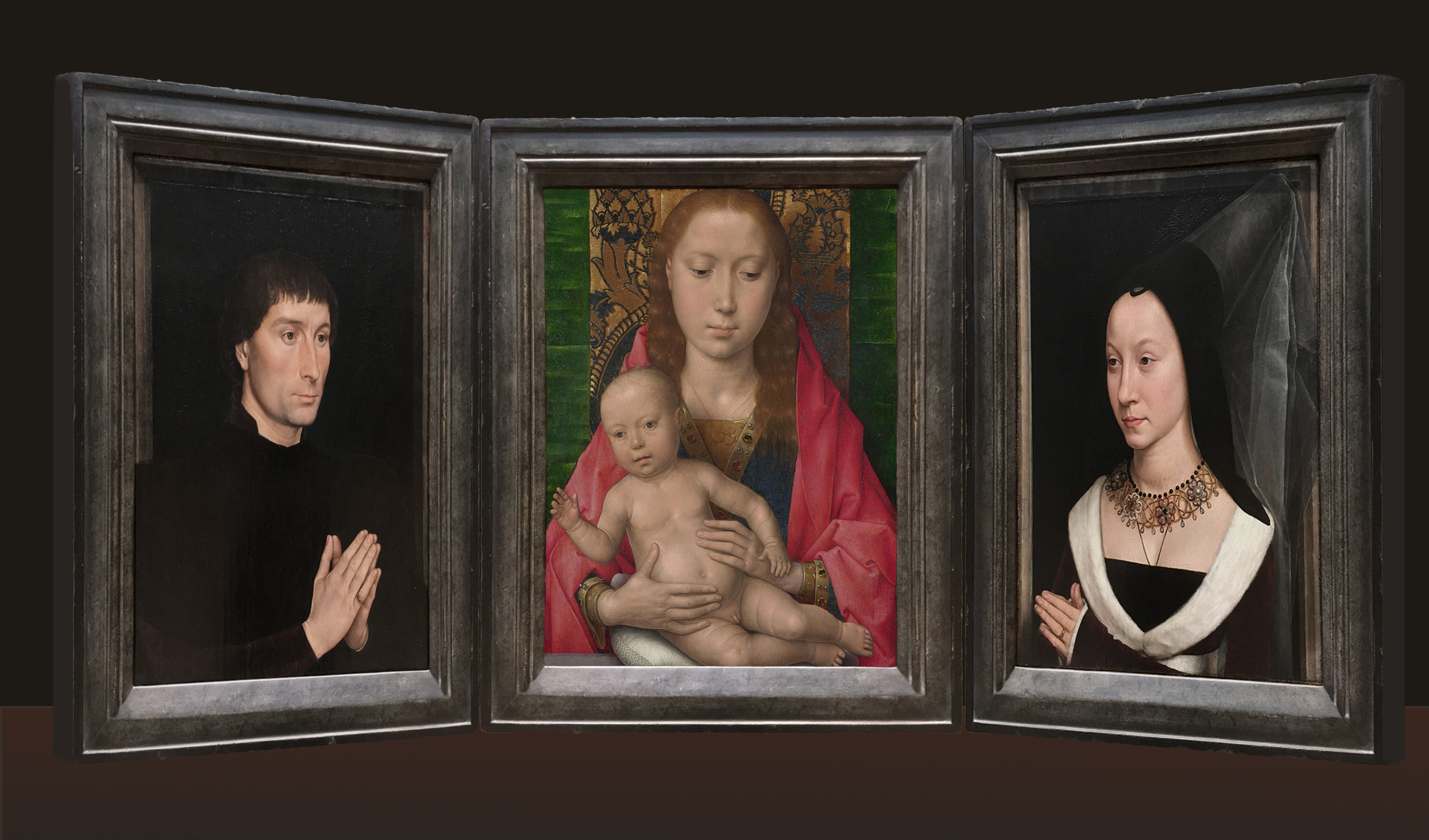
Гіпотетична реконструкція оригінального триптиха, з «Мадонною з немовлям» в центрі

Поясний портрет показує Марію Портінарі (народжена як Марія Маддалена Баронселлі у 1456 році) в три чверті з поворотом вліво. У неї трохи скандинавські риси, вона модно одягнута, що тоді було притаманно для верхівки фламандського і італійського вищого суспільства. Вона розміщена на плоскому, непрозорому, темному фоні, а її руки складені в молитві. В ранніх портретах Мемлінга фон, як правило, простий, як і в роботах Яна ван Ейка і Рогіра ван дер Вейдена, і йому віддавали перевагу в кругах Бургундського двору. На відміну від цього, більш пізні портрети Мемлінга створені на фоні багатих інтер'єрів або пейзажів, обрамлених колонами, як от його «Портрет Бенедетто Портінарі», факт, який допоміг датувати його роботи.
Обличчя Марії ідеалізовано і відповідає тогочасним ідеалам краси, особливо її підняті брови і видовжений ніс. Мистецтвознавець Лорн Кемпбелл відмітив схожість рис її лиця з Мадонною на панелі Мемлінга в Національному музеї старовинного мистецтва в Лісабоні. В цій роботі рамка Марії трохи малувата для її головного убору, що є поширеною характеристикою тогочасного північного портрета, що також можна побачити в схожих роботах Рогіра ван дер Вейдена і Петруса Крістуса. Її лікті опираються на невидимий парапет, що збігається з нижнім краєм пофарбованої кам'яної рами, слугуючи тромплеєм, що розміщає її і в тій же реальності, і безпосередньо поруч із глядачем. Марія носить відносно скромне весільне кільце, прикрашене рубінами і сапфірами. Її намисто оздоблене здебільшого червоними і синіми коштовностями, що нагадує її портрет, який створив Гуго ван дер Гус в триптиху «Вівтар Портінарі».

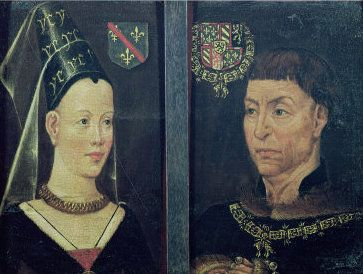
Подвійний портрет Карла Сміливого та. Невідомий художник, 16-те cт. Музей витончених мистецтв (Гент)

Чорний генін довгий, урізаний, і відносно простий з прозорою вуаллю, яка падає навколо її шиї, недовго відпочиваючи на плечі. Ймовірно, його зберігали відносно неприкрашеним, щоб не відволікати увагу від намиста. Її сукня переважно чорна або коричнева, із широким і високим декольте, і білими хутряними облямівками на рукавах. У Портінарі темні очі, сильний ніс, повні губи і загострене підборіддя. Її видима рука складена в молитві, але нереалістично зміщена від центру, носить щось схоже на дорогоцінне кільце. Темні рукави її сукні містять червону або рум'яну оксамитову тканину, стягнуту білим поясом. Її волосся зібране назад, щоб отримати модне на той час високе чоло та скульптурний вигляд.
Намисто Марії позолочене і усіяне перлами, рубінами і сапфірами. Воно містить три відкриті квітки: одну білу з рубіновою коштовністю, іншу червону з сапфіром, і одну сіро-синю з перлиною. Верхня лінія складається з ряду оніксових намистин, з яких, згідно з мистецтвознавцем Софі Макконнелл, звисають «маленькі сльозинки» золотого і синювато-сірого емальованого дроту. Намисто дуже схоже на те, що носила у 1468 році Маргарита Йоркська на її весіллі з Карлом Сміливим, де були присутні Портінарі. Зображення Карла на подвійному портреті з Ізабеллою де Бурбон (нині в Ґенті) сильно нагадує Томмазо в рисах лиця, Ізабелла і Марія також дуже подібні. Дірк де Вос вважає, що ван дер Гус міг бачити панель Мемлінга, коли знаходився з Томмазо в Брюгге приблизно в 1497 році, і вніс деякі елементи для свого власного зображення.
Панель в дуже хорошому стані і є однією з найкраще збережених робіт Мемлінга. Технічний огляд з використанням x-радіографії показує, що спершу генін містив перли, які утворювали букви «Т» і «М», що означає Томмазо і Марія. Схожі монограми з перлів, які повинні були стати знаком шлюбного зв'язку, можна знайти на портретах пари, які створив ван дер Гус. Мар'ян Ейнсворт вважає, що вони були вилучені з фінальної композиції, оскільки могли бути «визнані надто помітним проявом розкоші в присутності „Мадонни з немовлям“, найімовірніше нині втраченого об'єкта шанування Марії». Вухо Марії на одному етапі було оголене, але пізніше його прикрили широкою передньою складовою геніна, зміна, яка також виявлена в дуже схожому зображенні жінки в «Триптиху Донна», створеного Мемлінгом приблизно в пізніх 1470-х або ранніх 1480-х роках.

## Провенанс

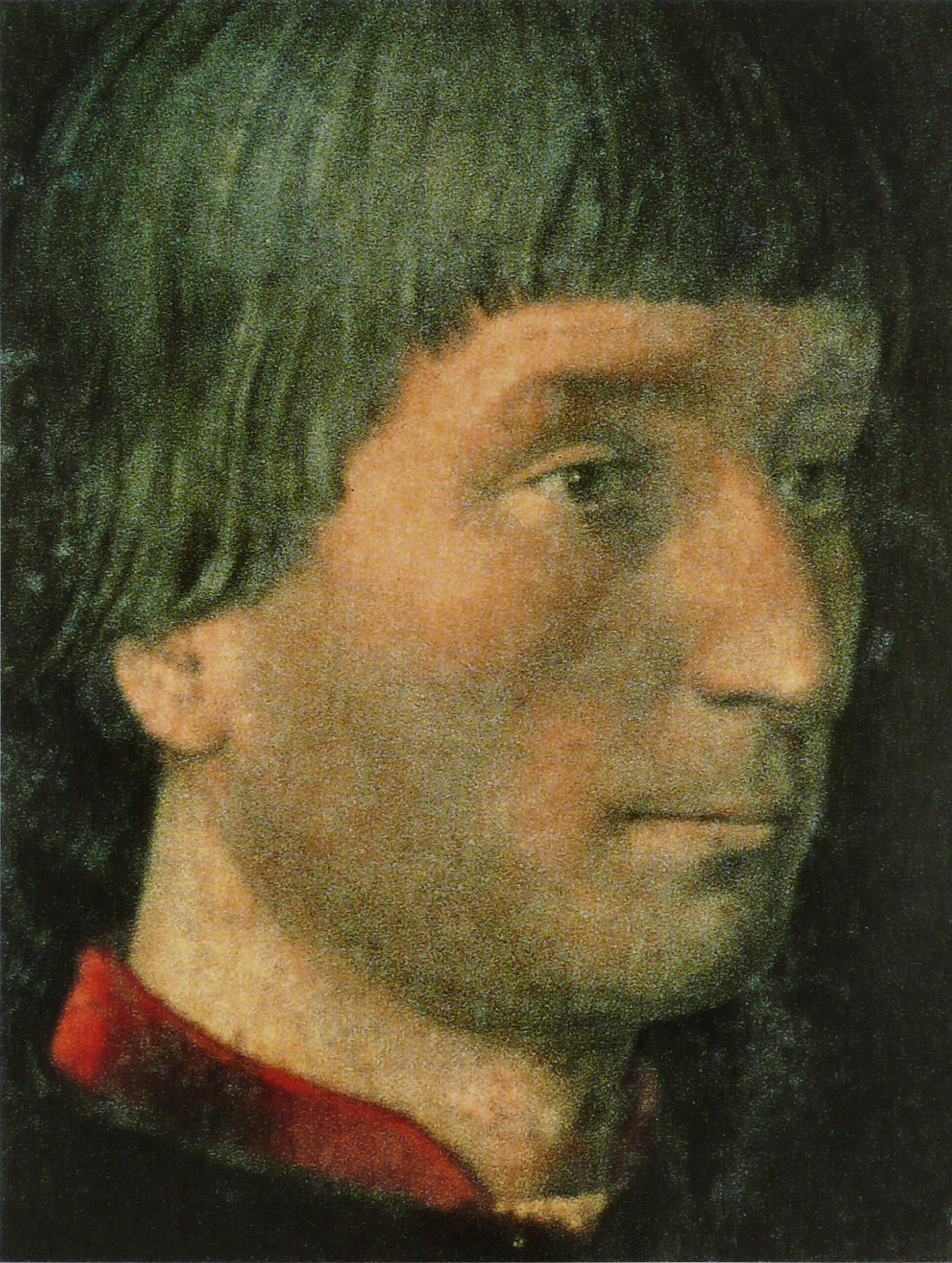
Деталі портрета Томмазо, намальованого ван дер Гусом, приблизно 1475 року

Панель в різний час приписували ван дер Гусу та ван Ейку, але було визнане Мемлінговим вже з часів знаменної виставки 1902 року «Exposition des primitifs flamands à Bruges» у Брюгге, коли його позичив Леопольд Гольдшмідт з Парижа. У 1916 році Макс Фрідлендер охарактеризував картину як «безсумнівно» Мемлінгову, і датував її приблизно 1475 роком. Мистецтвознавець Кетлін Пер'є-д'Іетерен, зауваживши, що портретні обличчя Мемлінга рідко були недомальовані, написала, що ця панель містить «тонкі, але впевнені врізані лінії», які можуть бути підготовчими малюнками для обличчя Марії, можливо, зробленими з натури.

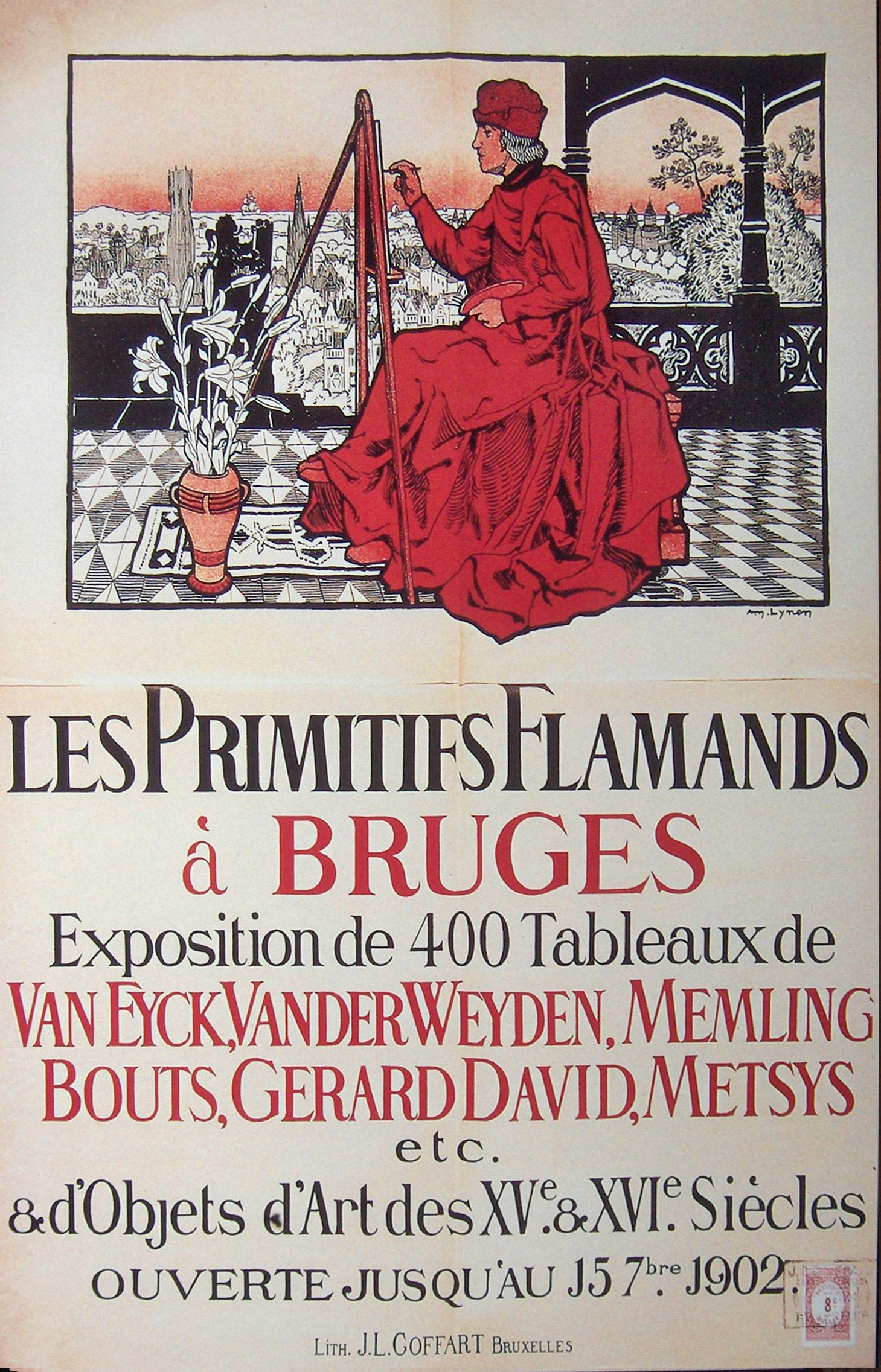
Виставка «Exposition des primitifs flamands à Bruges»

Триптих був записаний в списку майна Томмазо після його смерті. Нью-йоркські панелі пройшли через сина Томмазо — Франческо. Центральна панель була описана в його заповіті 1544 року як «невеликий табернакль з трьома рухомими крилами, де зображено славну Діву Марію та батька і матір жертводавця» (unum tabernaculettum que clauditur con tribus sportellis, in qua est depicta imago Gloriossime virginis Marie et patris et matris dicti testatoris). Франческо заповів триптих монастирю лікарні Санта-Марія-Нуова у Флоренції. Записи вказують на невеликий непошкоджений крилоподібний вівтар, який залишався у власності лікарні приблизно до часу наполеонівської окупації, коли його, ймовірно, розбили.
У 1870 році картину Марії продали як роботу Дірка Баутса за 6000 франків. Пізніше вона пройшла через кілька приватних колекцій, перш ніж потрапити у володіння Елія Вольпі з Риму, який ненадовго повернув її до Флоренції. Після цього панелі були в Лондоні з 1901 року, звідки їх продали Вільруа Гольдшмідту з Парижа за 426 500 доларів у 1910 році. Знову ж таки в 1910 році їх придбав колекціонер Бенджамін Альтман із Нью-Йорка за порадою Макса Фрідлендера разом із роботами Альбрехта Дюрера, Герарда Давіда та Ганса Гольбейна Молодшого – картини, чия «сувора аскеза, здається, найбільше відповідала його власному смаку». Альтман заповів, щоб після смерті (він помер в 1913 році) його володіння перейшли музею мистецтва Метрополітен.